# BSV Stans
BSV Stans es un club de balonmano suizo. Cuenta con catorce equipos en competición entre los que destacan sus dos primeros equipos. Ambos compiten en la segunda categoría suiza, si bien, sus trayectorias son muy distintas. El equipo masculino ascendió al término de la temporada 2016/2017 a la Nationalliga B y el equipo femenino descendió en la promoción desde la SPAR Premium League 1 al término de esa misma temporada. Este último, es dirigido desde julio de 2016 por el entrenador asturiano Ike Cotrina.

## Plantilla 2017-18
|  | Porteros - Claudia Schoch - Melina Hofstetter - Astrid Henggeler Extremos - Sarah Rossi - Samira Schardt - Alina Berchtold - Gréta Grandjean - Helena Odermatt Pivotes - Jana Hurschler - Harpa Rut Jónsdóttir - Julia Lussi - Melanie Achermann - Pamela Kisser | Primeras líneas - Flavia Kuster - Barbara Schiffmann - Jsabel Kretz - Sina Kuster - Seline Zimmermann - Lejla Kadric - Nadja Fellmann - Lara Ernst - Jana Ferwerda - Cornelia Rickli |

## Equipo técnico 2017/2018
Entrenador: Ike Cotrina
Segunda Entrenadora: Gréta Grandjean
Ayudante de entrenadores: Norbert Kuster
Entrenador de porteras: Markus Estermann
Preparador físico: Marcel Kuster
Médico: Andreas Remiger
Fisioterapeuta: Philippe Hügin
Delegado: Sepp Kuster